# Ivan Zakmardi
Ivan Zakmardi Dijankovečki (Križevci, o. 1600. – Banska Bistrica, Slovačka 20. travnja 1667.), hrvatski humanist, pravnik, protonotar Kraljevstva (1644.), zamjenik bana i kralja u sudbenim poslovima. 
Rođen je u uglednoj obitelji, koja je imala imanje Dijankovec i još neka druga imanja u tadašnjoj Križevačkoj županiji. Završio je isusovačku gimnaziju u Zagrebu i filozofiju u Olomoucu u Češkoj. Doveo je pavline u Križevce, koji su u gradu osnovali samostan, osnovnu i srednju školu. Godine 1641. Hrvatski ga je sabor izabrao u komisiju koja ima pregledati i popisati sve privilegije Hrvatske. U tom radu Zakmardi 1643. udara temelje Hrvatskom zemaljskom arhivu. Sakupio je državne isprave i dao na čuvanje Zagrebačkomu kaptolu u tzv. Škrinji privilegija (Cista privilegiorum Regni), danas u Hrvatskom državnom arhivu. Od 1642. godine, Zakmardi je gotovo redovito biran za nuncija u Ugarski sabor. Od 1662. do smrti podžupan je Varaždinske županije. Po njemu je nazvana gimnazija u Križevcima te mu je podignut spomenik 1923. godine.